# تپه دیمزار زرگران سفلی
تپه دیمزار زرگران سفلی مربوط به عصر آهن دو I است و در شهرستان دورود، بخش سیلاخور، دهستان چالانچولان، ۸۰۰ متری شمال شرقی روستای زرگران سفلی واقع شده و این اثر در تاریخ ۲۳ بهمن ۱۳۸۵ با شمارهٔ ثبت ۱۷۱۹۰ به‌عنوان یکی از آثار ملی ایران به ثبت رسیده است.